# Dinastía Hammudí
Los Hammudíes o Banu Hamud (en árabe: بنو حمود) constituyen una dinastía fundada por Alí ben Hamud al-Násir, y cuyos ancestros se encuentran en los idrisíes al descender del fundador de estos, Idrís I. De entre los abadíes, los ziríes y los Banu Hud, los abadíes fueron el grupo más fuerte y más duradero.
Originarios de Marruecos, se asentaron en Al-Ándalus en los años finales del siglo X y se hicieron con el Califato de Córdoba en 1016 cuando Alí ben Hamud al-Násir hizo decapitar al califa omeya Sulaimán al-Mustaín.
Esta dinastía proporcionó, además de Alí ben Hamud al-Násir, otros dos califas cordobeses: Al-Qasim al-Mamun y Yahya al-Muhtal; y, tras la desintegración del califato cordobés, varios reyes en las taifas de Málaga y Algeciras.
Se mantuvieron en el poder hasta mediados del siglo XI cuando, en 1055, la taifa de Algeciras fue conquistada por la taifa de Sevilla y, en 1057, la taifa de Málaga pasó a ser dominada por la dinastía zirí.
Los hammudíes pertenecían a la rama zaydí del islam chiita.

## Gobernantes hammudíes
- Califas de Córdoba
  - Alí ben Hamud al-Násir
  - Al-Qasim al-Mamun
  - Yahya al-Muhtal

- Reyes taifas de Málaga
  - Yahya I al-Muhtal
  - Idris I al-Muta'ayyad
  - Yahya II al-Qa'im
  - Hasan al-Mustansir
  - Idris II al-Alí
  - Muhámmad I al-Mahdi
  - Idrís III al Sami
  - Muhámmad II al-Musta'li
  - Yahya III al-Mahdi